# Виборчий округ 16
Виборчий округ 16 — виборчий округ у Вінницькій області. В сучасному вигляді був утворений 28 квітня 2012 постановою ЦВК №82 (до цього моменту існувала інша система виборчих округів). Окружна виборча комісія цього округу розташовується в приміщенні управління поліції охорони у Вінницькій області за адресою м. Ямпіль, вул. Свободи, 65.
До складу округу входять місто Могилів-Подільський, а також Крижопільський, Могилів-Подільський, Піщанський, Чечельницький і Ямпільський райони. Виборчий округ 16 межує з округом 204 на північному заході, з округом 15 на півночі, з округом 17 на північному сході, з округом 137 на південному сході та обмежений державним кордоном з Молдовою на південному заході. Виборчий округ №16 складається з виборчих дільниць під номерами 050510-050513, 050515, 050517-050519, 050521-050522, 050524-050529, 050531-050544, 050546-050550, 050671-050704, 050706-050720, 050892-050900, 050902-050919, 051320-051343, 051396-051434 та 051638-051655.

## Народні депутати від округу
| Ім'я                        | Фото | Партія         | Скликання | Дата набуття повноважень | Дата припинення повноважень |
| --------------------------- | ---- | -------------- | --------- | ------------------------ | --------------------------- |
| Калетник Оксана Миколаївна  |      | самовисуванець | 7-ме      | 12 грудня 2012           | 27 листопада 2014           |
| Македон Юрій Миколайович    |      | самовисуванець | 8-ме      | 27 листопада 2014        | 29 серпня 2019              |
| Вацак Геннадій Анатолійович |      | самовисуванець | 9-те      | 29 серпня 2019           |                             |

## Результати виборів

### Парламентські

#### 2019
Кандидати-мажоритарники:
- Вацак Геннадій Анатолійович (самовисування)
- Томляк Таїса Сергіївна (Слуга народу)
- Македон Юрій Миколайович (самовисування)
- Василишен Володимир Миколайович (Аграрна партія України)
- Вдовцов Михайло Михайлович (Європейська Солідарність)
- Галета Роксолана Ігорівна (самовисування)
- Сірант Володимир Володимирович (Батьківщина)
- Антонець Тетяна Іванівна (Опозиційний блок)
- Воліковський Валентин Михайлович (Свобода)
- Склярук Олександр Вікторович (самовисування)
- Марина Віталій Валерійович (Сила і честь)
- Клопотовський Віталій Павлович (самовисування)
- Наконечний Анатолій Володимирович (самовисування)
- Маринюк Сергій Іванович (самовисування)

#### 2014
Кандидати-мажоритарники:
- Македон Юрій Миколайович (самовисування)
- Стаднійчук Роман Васильович (самовисування)
- Лантух Олег Петрович (самовисування)
- Калетник Оксана Миколаївна (самовисування)
- Сірант Володимир Володимирович (Батьківщина)
- Поштарук Віталій Васильович (самовисування)
- Галушко Леонід Володимирович (самовисування)
- Макушинський Леонід Леонідович (Радикальна партія)
- Работинський Олександр Михайлович (Опозиційний блок)
- Петровський Михайло Казимирович (самовисування)
- Калетник Ірина Василівна (самовисування)
- Паримський Ігор Святославович (самовисування)
- Брояка Вадим Францович (самовисування)
- Красна Галина Іванівна (Комуністична партія України)
- Потурнак Іван Євгенійович (Конгрес українських націоналістів)
- Міщенко Микола Юрійович (самовисування)
- Дзюба Олег Валерійович (самовисування)
- Почтар Ігор Євгенович (самовисування)
- Вороненко Олексій Володимирович (самовисування)
- Шевчук Євгенія Іванівна (самовисування)
- Пархоменко Софія Іванівна (самовисування)
- Бухарєв Олег Олексійович (самовисування)
- Матевосян Каріне Артурівна (самовисування)
- Федченко Віталій Васильович (самовисування)

#### 2012
Кандидати-мажоритарники:
- Калетник Оксана Миколаївна (самовисування)
- Македон Юрій Миколайович (Батьківщина)
- Лантух Олег Петрович (самовисування)
- Лосенко Михайло Михайлович (УДАР)
- Ковальчук Микола Анатолійович (самовисування)
- Стойлов Володимир Петрович (Партія регіонів)
- Паримський Ігор Святославович (самовисування)
- Потурнак Іван Євгенійович (Конгрес українських націоналістів)
- Свиридівський Ярослав Ігорович (самовисування)

## Явка
Явка виборців на окрузі: